# شوجی یوشیدا
شوجی یوشیدا (انگلیسی: Shuji Yoshida؛ زادهٔ ۲۹ نوامبر ۱۹۶۶) بازیکن بیس‌بال اهل ژاپن است.